# Bourdainville
Bourdainville är en kommun i departementet Seine-Maritime i regionen Normandie i norra Frankrike. Kommunen ligger i kantonen Yerville som tillhör arrondissementet Rouen. År 2022 hade Bourdainville 476 invånare.

## Befolkningsutveckling
Antalet invånare i kommunen Bourdainville
| Referens: INSEE |